# طرق العقبات
طرق العقبات هي مجموعة طرق جبلية تقع في جنوب وغرب السعودية على امتداد سلسلة جبال السروات التي تشكل عائقاً طبيعياً للاتصال بين المدن والمراكز السكانية فوق الجبال، وتلك المنتشرة في السهول والوديان. لذا قامت وزارة النقل السعودية بالعديد من الدراسات للتغلب على تلك الصعوبات وربط أعالي الجبال بسفوحها، ومن ثم ربطها بسهول تهامة. بدأ العمل عليها عام (1977م).

## العقبات الرئيسية
| اسم العقبة      | مسافة العقبة | (أمتار)ارتفاع | الرابط بين المدن                         | المنطقة         | ملاحظة |
| --------------- | ------------ | ------------- | ---------------------------------------- | --------------- | ------ |
| عقبه بني عمرو   | 7كم          | 2405          | تربط بين شمران مع العشير                 | عسير            |        |
| عقبه شعار       | 14كم         | 2160          | تربط بين أبها بمحايل عسير                | عسير            |        |
| عقبة ضلع        | 11كم         | 2220          | تربط بين مدينة أبها بمحافظة الدرب        | عسير            |        |
| عقبة الصماء     | 7كم          | 2675          | تربط بين مدينة أبها برجال ألمع           | عسير            |        |
| عقبة الباحة     | 22كم         | 2140          | تربط بين السراة بتهامة                   | الباحة          |        |
| عقبة الجوة      | 31كم         | 2750          | تربط بين محافظة سراة عبيدة بمركز الفرشة  | عسير            |        |
| عقبة سنان       | 9كم          | 2390          | تربط بين النماص ومحافظة المجارده         | عسير            |        |
| عقبة الهدا/الكر | 12كم         | 1986          | تربط بين مكة بالطائف                     | مكة المكرمة     |        |
| عقبة الفقرة     | 22كم         | 1760          | تربط مابين الفريش و الفقرة               | المدينة المنورة |        |
| عقبة الحبو      | 9 كم         | 2795          | المرتفعات الغربية لمدينة أبها بوادي مربة | عسير            | [ 10 ] |

## متحف صور

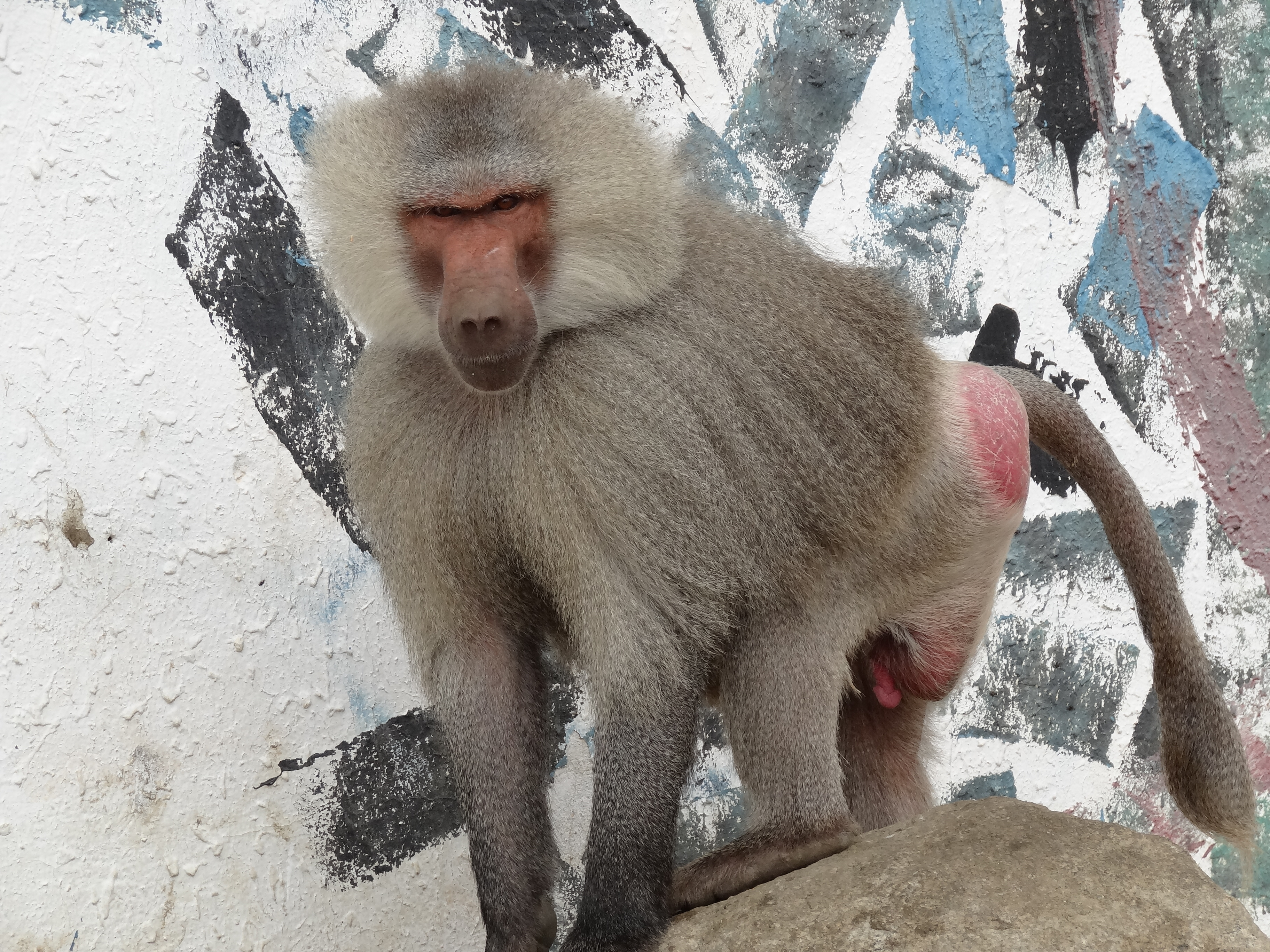
قرود البابون منتشرة على طول طرق العقبات
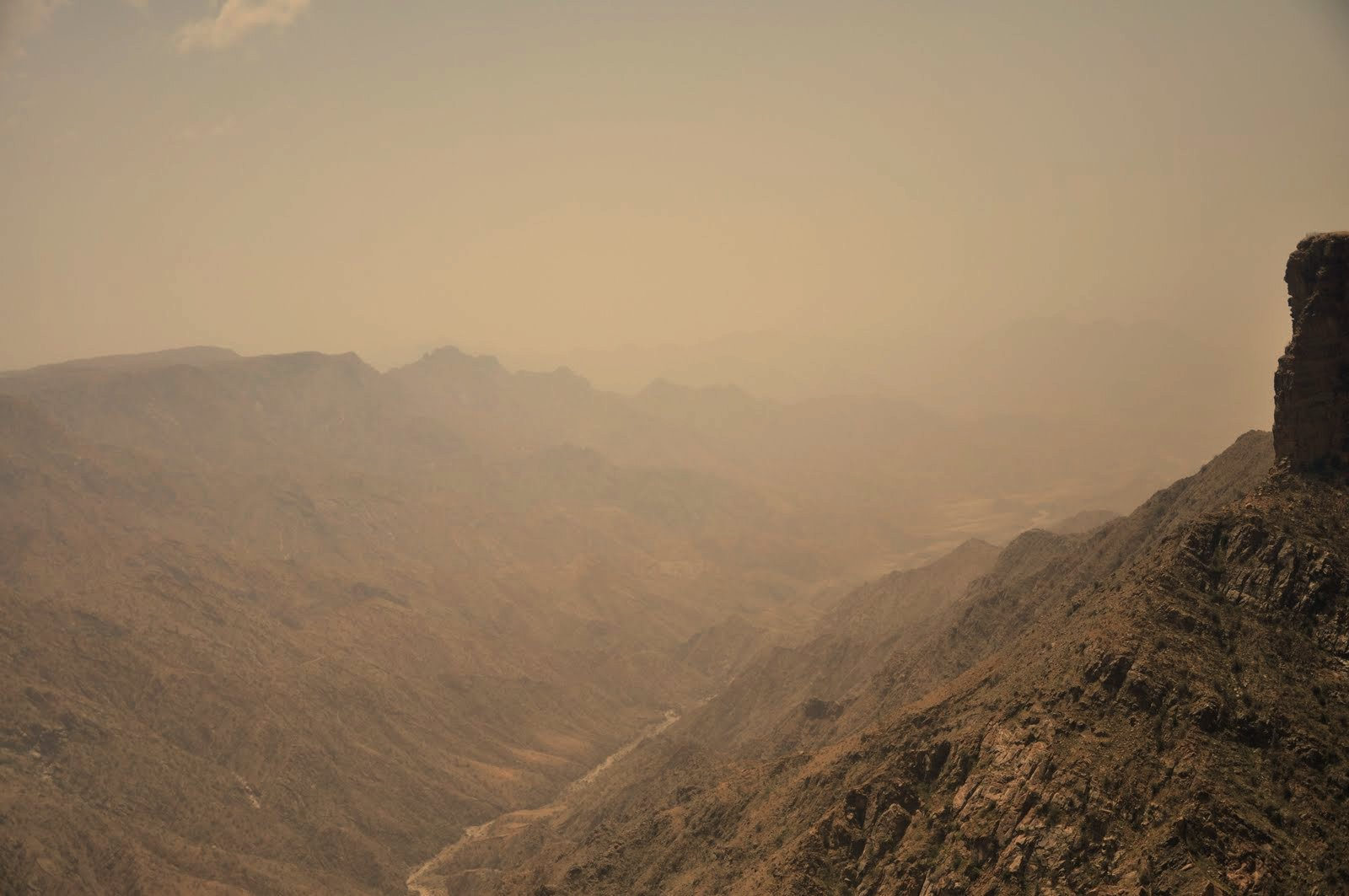
جبال السروات، المملكة العربية السعودية
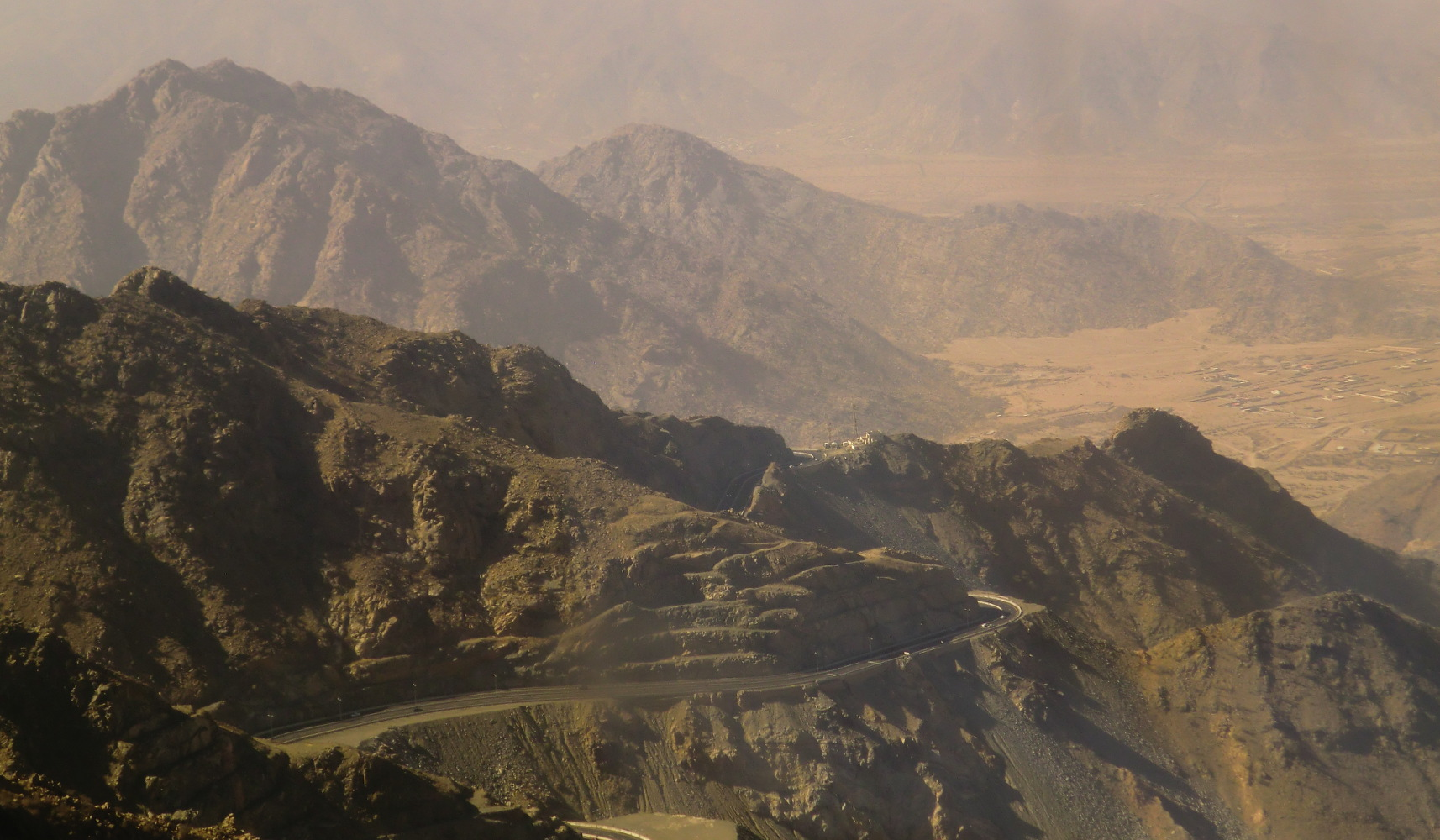
عقبة الطايف
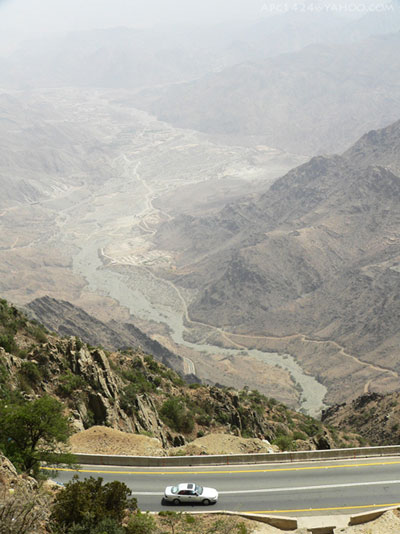
الباحة
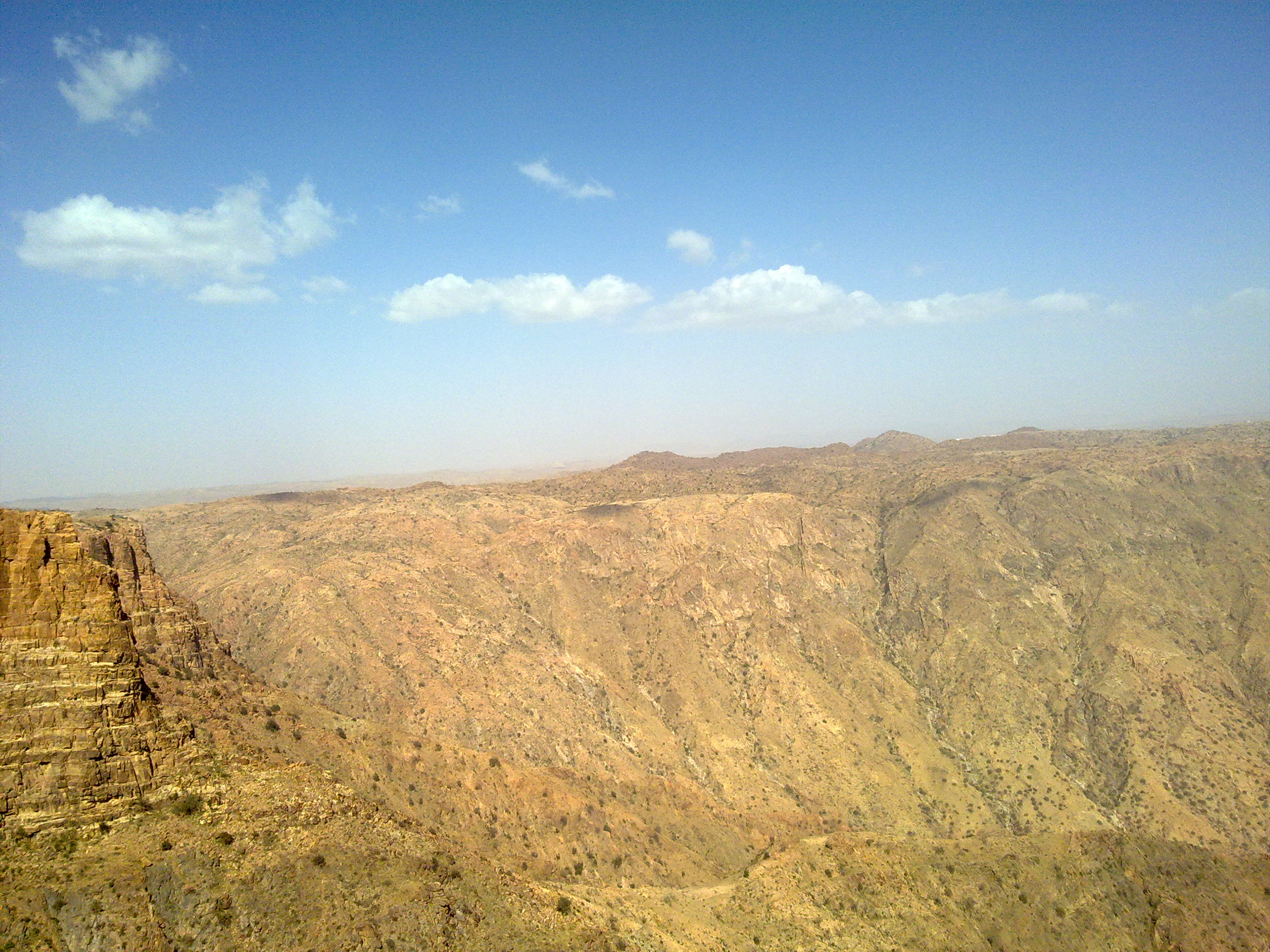
جبال الحبلة